# Robert Ludlum’s The Bourne Conspiracy
Robert Ludlum’s The Bourne Conspiracy – komputerowa gra akcji wyprodukowana przez amerykańskie studio High Moon Studios. Gra została wydana 3 czerwca 2008 roku przez Sierra Entertainment na platformę PlayStation 3 oraz Xbox 360.

## Fabuła
Fabuła Robert Ludlum’s The Bourne Conspiracy została oparta na twórczości literackiej Roberta Ludluma. Historia Jasona Bourne’a zaczyna się, gdy rybacy wyławiają z morza nieprzytomną osobę, która w wyniku wypadku doznała amnezji organicznej. Nie pamięta ona żadnych wydarzeń ze swojego życia. Bourne podczas poszukiwań swojej tożsamości szybko odkrywa, że potrafi się porozumiewać w kilku językach, oraz posiada wiele pieniędzy. Wiele osób interesuje się jego poczynaniami, a zaistniałe okoliczności zmuszają go do zabijania, co robi bardzo sprawnie. Odkrywa kolejne fakty ze swojego życia, w którym był elitarnym agentem wywiadu–zabójcą.
W celu zachowania zgodności z wymyślonym przez pisarza światem podejrzanych układów, intryg, spisków i skrytobójstw producent gry High Moon Studios współpracował z właścicielami praw autorskich do twórczości Roberta Ludluma. Adaptacja nie ma charakteru odtwórczego, ponieważ wykorzystuje tylko niektóre elementy z oryginalnej fabuły.

## Produkcja i wydanie
Robert Ludlum’s The Bourne Conspiracy została zapowiedziana 8 sierpnia 2007 roku. W maju 2008 roku została wydana wersja demonstracyjna gry. W nagraniach gry mógł wystąpić Matt Damon – aktor trylogii filmowej Bourne, jednak zdecydował się nie wziąć w nich udziału ze względu na poziom przemocy gry. Gra została wydana 3 czerwca 2008 roku przez Sierra Entertainment na platformę PlayStation 3 oraz Xbox 360.